# TERF
TERF è l'acronimo di trans-exclusionary radical feminist (femminista radicale trans-escludente).

## Definizione
Registrato per la prima volta nel 2008, il termine originariamente si applicava alla minoranza di femministe che assumevano posizioni che altre femministe consideravano transfobiche, come il rifiuto dell'affermazione che le donne trans siano donne, l'esclusione delle donne trans dagli spazi femminili e l'opposizione a leggi sui diritti delle persone transgender. Da allora il significato si è ampliato per riferirsi in modo più ampio a persone con visioni trans-escludenti che potrebbero non avere alcun coinvolgimento con il femminismo radicale.
Coloro a cui si fa riferimento con la parola TERF in genere rifiutano il termine o lo considerano un insulto; alcuni si identificano come gender critical. I critici della parola TERF dicono che è stata usata in modo troppo ampio, negli insulti e insieme alla retorica violenta. In ambito accademico non c'è consenso sul fatto che TERF costituisca o meno un insulto.